# 달의 요정 세일러문 (드라마)
《미소녀전사 세일러문》(美少女戦士セーラームーン 비쇼죠 센시 세라문[*], Pretty Guardian Sailor Moon)은 타케우치 나오코의 만화 미소녀전사 세일러문을 원작으로 한 일본의 드라마이다. 전 49화, 2003년 10월 4일부터 2004년 9월 25일까지 방영되었다.

## 개요
1990년대에 애니메이션화되어 대히트를 기록한 타케우치 나오코의 만화 미소녀전사 세일러문을 원작으로 하여 1부만이 드라마화되었다. 이후에 최종화로부터 4년 뒤의 이야기가 그려진 'Special Act', 아이노 미나코가 세일러 V로 각성하게 되는 외전격 이야기인 'Act.ZERO'가 특별편 비디오(오리지널 비디오)로 발매되었다.
기본적인 설정은 원작 1부인 다크 킹덤편을 기반으로 하고 있으나 세부적인 설정과 줄거리 등은 독자적으로 구성되어 있다. 그리고 Special Act(특별편)에서 우사기와 마모루의 결혼까지가 그려졌기에 드라마편은 완결되었다고 할 수 있다.
만화, 애니메이션과 뮤지컬의 영어 표기는 Pretty soldier Sailor Moon이었으나, 드라마판은 Pretty Guardian Sailor Moon으로 변경되었다(주제가에도 반영되었다). 원작 만화도 신장판에서는 이 표기로 변경되었다.

## 등장인물 및 캐스트
츠키노 우사기 (세일러 문) [月野うさぎ] - 사와이 미유
중학교 2학년. 14세. 덜렁거리는 데다가 실수 투성이인 평범한 여중생. 어느 날 신기한 고양이 인형 루나를 만나 전사로써의 눈을 뜨게 된다. 누구하고나 친하게 지낼 수 있는 밝은 성격의 소유자로, 노래방과 가수 아이노 미나코를 무척 좋아한다. 솔직하고 개방적인 성격으로 유일한 특기는 친구를 만드는 것.
미즈노 아미 (세일러 머큐리) [水野亜美] - 하마 치사키 (이즈미 리카)
14세. IQ 300의 천재 소녀. 우사기와 같은 반으로, 항상 전교 1등을 지키고 있지만, 내성적인 성격으로 친구가 없다가 우사기를 만나 친해지면서 처음으로 "친구"를 가지게 된다. 장래 희망은 의사.
히노 레이 (세일러 마스) [火野レイ] - 키타가와 케이코
14세. 우사기가 다니는 학교 근처에 있는 火川신사의 무녀. 어릴 때부터 영감이 뛰어나다는 이유로 따돌림을 받아 왔다. 아버지는 유명한 정치인. 말이 없고 냉정한 성격으로 사람들과의 관계가 무너지는 것이 두려워 우사기들을 기피했으나 결국 마음을 열게 된다. 우사기와는 다른 학교에 다닌다.
키노 마코토 (세일러 쥬피터) [木野まこと] - 아자마 뮤
14세. 우사기가 다니는 학교로 새로 전학온 여중생. 여자로는 생각할 수 없을 만큼의 힘과 큰 키, 남자같은 말투를 가지고 있지만, 내면은 무척 섬세한 성격의 소유자로 요리 솜씨가 뛰어나다. 어릴 때 부모를 잃고 혼자 살고 있다.
아이노 미나코 (세일러 비너스) [愛野美奈子] - 코마츠 아야카
인기 가수이며 세일러V로 다른 인물보다 먼저 세일러전사로서 활동했다. 처음 등장시 다들 프린세스로 오해함.
치바 마모루 (턱시도 가면) [地場衛] - 시부에 죠지
항상 우사기 앞에 나타나 우사기의 신경을 긁는 거친 말투의 남자. 과거의 기억이 없다. 세일러 문이 위기에 처할 때마다 홀연히 나타나 구해주는 수수께끼의 인물. "환상의 은수정"을 찾기 위해 절도를 계속하고 있다.
오오사카 나루 [大阪なる] - 카와베 치에코
우사기의 가장 친한 친구. 항상 실수만 하는 우사기를 한심해 하면서도 아끼고 있다. 밝고 솔직한 성격으로 어머니는 유명한 보석 디자이너.
후루하타 모토키 [古幡元樹] - 키카와다 마사야
노래방 "크라운"의 점원. 거북이를 무척 좋아한다. 항상 애완 거북이 "카메키치"에게 이야기하는 게 버릇. 마모루와는 친구사이.
쿠사카 히나 [日下陽菜] - 마츠시타 모에코
마모루의 소꿉친구로 마모루를 좋아한다. 장래에는 마모루와 결혼할 꿈을 꾸고 있다. 다정다감하고 여성스러운 성격.
츠키노 이쿠코 (엄마) [月野育子] - 모리와카 카오리
우사기의 어머니. 약간 주책맞은 편이긴 하지만 활달하고 시원시원한 성격.
츠키노 신고 (남동생) [月野進悟] - 타케시 나오키
우사기의 동생. 초등학생으로 항상 실수만 하는 누나를 한심해 한다. 나이에 비해 어른스러운 편.
사쿠라다 하루나 선생님 [桜田春菜] - 오오타카라 토모코
우사기가 있는 2학년 1반의 담임. 나름대로 학생들과는 친한 편. 조금 주책맞은 면도 있지음. 전공 과목은 영어.
루나 [ルナ] - 한 케이코(성우)/고이케 리나(배우)
어느 날 갑자기 우사기의 앞에 나타난 말하는 검은 고양이 인형. 불가사의한 힘을 가지고 있으며 "환상의 은수정"을 찾고 프린세스를 지킬 전사들을 모으고 있다. 우사기와 함께 살고 있다. 전사를 발견하거나 위험을 느끼면 이마의 초승달이 빛난다.
아르테미스 [アルテミス] - 야마구치 캇페이(성우)
미나코와 함께 다니는 또 하나의 고양이 인형. 예전에 루나와 아는 사이였던 것으로 추정된다. 전생에 대해 알고 있는 듯하다.
퀸 베릴 - 스기모토 아야
제다이트 - 마쓰오 준
네프라이트 - 마쓰모토 히로유키
조이사이트 - 엔도 요시토
쿤차이트/신 - 쿠보데라 아키라
쿠로키 미오 - 더브로우 아리사

## 실사판 드라마와 타 미디어판의 차이

### 설정
- 츠키노 우사기의 엄마인 츠키노 이쿠코는 원작 만화와 애니메이션에서는 별다른 특징이 없는 일반적인 어머니상이었고 출연 빈도도 낮은 편이었으나, 드라마에서는 매우 코믹한 모습으로 등장횟수가 많은 편이다. 특히 Act 39에서는 사실상의 주인공으로 출연하였다.
- 히노 레이의 성격은 애니메이션과 달리 원작 만화에 기초한 '신비로운 냉미녀' 타입이다.
- 원작 만화/애니메이션에서의 아이노 미나코는 아이돌에 대한 꿈을 마음 속에 품은 평범한 소녀였고, 특히 말괄량이 기질이 강한 코믹 캐릭터였으나, 드라마에서는 매사에 차분하고 냉철한 성격을 지닌 아이돌로 설정이 바뀌었다.
- 다크킹덤을 무찌르는 것로 이야기가 완결되기 때문에, 이후 시리즈에 이어질 캐릭터는 등장하지 않는다. (치비우사(꼬마 세일러 문), 우라누스, 넵튠, 플루토, 새턴 등)
- 다크킹덤 사천왕이 원래 턱시도 가면(프린스 엔디미온)의 종복이었다는 원작 설정이 원작보다 훨씬 많은 묘사로 처리되었다. 4가지 돌의 화신이라는 점도 원작에 준거하였다. 큰 차이점만 열거한다.
  - 제다이트: 퀸 베릴에 대한 충성도가 가장 높아, 베릴의 주박에서 풀려난 뒤 다크 킹덤이 파멸하는 순간까지도 그녀를 따른다.
  - 네프라이트: 퀸 베릴에게 살해당한 척 숨어서 그 영향에서 벗어난 후, 결국에는 인간으로 살기로 결심한다.
  - 조이사이트: 음악을 사용해 인간을 조종한다. 정신만을 임의의 장소로 보낼 수 있다(모습만 나타난다). 전생에서의 비극을 반복하지 않게 하기 위해 엔디미온과 세레니티를 방해하려 한다.
  - 쿤차이트: 쿤차이트로서의 기억이 돌아오기 전까지는 수수께끼에 싸인 청년 '신'으로 등장.
- 오락실 크라운이 노래방으로 변경되었고, 애니와 원작에서 미소년으로 묘사되었던 아르바이트생 후루하타 모토키는 덜떨어진 거북이 오타쿠로 설정이 바뀌었다. 또한 원작/애니메이션과는 정반대로 모토키가 마코토에게 호감을 갖게 되며, 두 사람이 엮이게 된다. (특별편 Special Act.에서 모토키가 마코토에게 부케를 건넨다)
- 우사기가 마모루를 '마모짱'이 아니라 '마모루'로, 턱시도 가면을 원작('턱시도 가면님')과 달리 '턱시도 가면'이라고 부른다.(원작의 괴도 이미지가 아니라 처음부터 적대관계로 등장했기 때문에)
- 마모루에게 약혼자가 있었다는 설정이 추가된다.
- 원작과 달리 우사기의 아버지는 본편에서 등장하지 않는다.
- 새로운 장비품으로 '세일러 스타 탬버린'이 추가되었다.
- 친구를 사귀는 것을 어려워하는 아미와, 지금까지 그다지 부각되지 않았던 우사기의 친구 오사카 나루의 관계가 처음부터 친해지는 관계까지 묘사된다.
- 세일러 머큐리가 다크 킹덤에 붙들려 다크 머큐리로 잠시 적으로 등장한다. 다크 머큐리의 변신 장면은 따로 추가되었다. 이 부분은 아미의 마음을 극적으로 묘사했다는 점을 포함해 드라마판의 오리지널 전개 중 가장 평판이 좋았던 부분 중 하나다. 이후 애니메이션 풍으로 어레인지된 다크 머큐리의 개리지 키트 피규어가 만들어지기도 했다.
- 루나가 인간 소녀로 변신하며, 거기다 세일러 전사 세일러 루나로 변신한다. 인간 소녀라고 해도, 원작 만화 및 애니메이션에서 등장했던 인간 버전(10대 후반가량)과는 달리 10세 전후의 어린아이 모습이다. 아르테미스는 인간 모습으로 변신하지 않으며, 둘의 연인 관계 설정도 없다. 원작 5부에서 서술된 대로라면 루나는 마우 성(星) 출신이라, 세일러 전사가 되는 것은 한 별에 하나(세일러 마우) 뿐이라는 설정과도 어긋난다. 단, 캐릭터 디자인과 과자를 좋아한다는 설정은 원작자에 의한 것이다.
- 아이노 미나코의 아이돌 라이벌로서 쿠로키 미오라는 오리지널 캐릭터가 추가되었다. 그 정체는 다크 킹덤에서 온, 퀸 베릴의 그림자이다. 우사기의 학교로 전학와 겉보기로는 잘 지내는 척하며 뒤로는 따돌리는 등, 양면이 다른 캐릭터를 나타냈다.
- 원작에서는 외전에서 간략하게 다뤄졌고 애니메이션에서는 다뤄지지 않았던 레이와 아버지의 갈등, 그리고 아미와 어머니의 갈등이 상세하게 다뤄졌다.
- 프린세스 세일러 문이란 형태로 세일러 문의 최종 변신형태가 등장한다. 이 모습은 스토리상 우사기의 변신형태라기보다 세레니티의 변신형태에 가깝다.
- 최종결전을 목전에 두고 미나코가 병으로 사망하며, 남은 4명이 다크 킹덤과 맞서게 된다.
- 원작과 달리 마모루는 세뇌되지 않고 사천왕을 인질로 잡혀 다크 킹덤에 유폐된다. 별을 지키기 위해 퀸 메탈리아를 몸에 가두게 되지만 거꾸로 빙의되어 버리며, 메탈리아 엔디미온이라고 불린다.
- 애니메이션에서는 퀸 베릴을 쓰러뜨리며 이야기가 끝났으나, 실사 드라마에서는 메탈리아를 소멸하기 위해 마모루가 희생한 뒤 프린세스의 폭주로 결말이 바뀐다.

### 비주얼
- 변신 후의 모습에서는 원작 및 애니메이션에 기초한 머리색의 가발로 분장한다. 변신 전은 평범한 머리색.
- 변신 전의 미즈노 아미가 숏컷이 아니라 세미롱헤어이며 안경을 쓰고 있다.
- 루나와 아르테미스가 고양이에서 고양이 인형으로 변경되었다.
- 루나의 성우는 애니메이션과 마찬가지로 한 케이코였으나 아르테미스는 다카토 야스히로에서 야마구치 갓페이로 교체되었다.
- 변신 후의 대사가 통일되었다. "**과 **의 세일러복 전사 ***, **(수호성)을 대신해서 용서하지 않겠다!"
- 원작 만화에서는 우사기, 아미가, 애니메이션에서는 우사기만 사용했던 변신 펜을 전원이 사용한다.
- 인간 루나 역의 고이케 리나는 원래 치비우사 역할을 염두에 두고 오디션에 지원했었다.

## 같이 보기
- 달의 요정 세일러문 (뮤지컬)